# Stargirl
Stargirl är amerikansk action- och dramaserie från 2020. Seriens första säsong består av 13 avsnitt. Serien är en nytolkning av superhjälteteamet Justice Society of America.
Serien hade sin svenska premiär på HBO Nordic den 19 maj 2020.

## Handling
Serien handlar om high school-eleven Courtney Whitmore (Stargirl). Hon ansluter sig till gruppen Justice Society of America där hon tillsammans med en samling av unga hjältar stoppar skurkar från det förgångna.

## Rollista (i urval)
| Brec Bassinger          | – Courtney Whitmore / Stargirl |
| Yvette Monreal          | – Yolanda Montez               |
| Cameron Gellman         | – Rick Tyler                   |
| Trae Romano             | – Mike Dugan                   |
| Jake Austin Walker      | – Henry King Jr.               |
| Meg DeLacy              | – Cindy Burman                 |
| Neil Jackson            | – Jordan Mahkent               |
| Christopher James Baker | – Henry King Sr                |
| Amy Smart               | – Barbara Whitmore             |
| Luke Wilson             | – Pat Dugan                    |